# Jan van Dort
Jan van Dort ou Joop van Dort  (né le 25 mai 1889 à Heemstede et mort le 1er avril 1967 à Leyde) est un footballeur international néerlandais. Il participe aux Jeux olympiques d'été de 1920, remportant la médaille de bronze avec les Pays-Bas. Il fait partie du Club van 100.

## Biographie
Jan van Dort reçoit cinq sélections en équipe des Pays-Bas lors de l'année 1920, sans inscrire de but.
Il joue son premier match en équipe nationale le 5 avril 1920, en amical contre le Danemark (victoire 2-0 à Amsterdam).
Il participe aux Jeux olympiques d'été de 1920 organisés en Belgique. Lors du tournoi olympique, il joue deux matchs : contre le Luxembourg, et l'Espagne.

## Palmarès

### Pays-Bas
- Jeux olympiques de 1920 :
  -  Médaille de bronze.

### Ajax Amsterdam
- Championnat des Pays-Bas :
  - Champion : 1918 et 1919.
- Coupe des Pays-Bas :
  - Vainqueur : 1917.